# 支棱昌江之戰
支棱昌江之戰（越南语：／）是越南反抗明朝统治的蓝山起义中的一场重要的战役，发生在宣德二年（1427年）。

## 背景
宣德元年（1426年）十月，交趾總兵成山侯王通在崒洞祝洞之战中大败，便私下与黎利媾和，将军队撤离到清化以北。黎利依王通的要求同意其撤军，立陳暠为王，自称卫国公，遣使向明朝求封。然而，王通在安南土官梁汝笏、杜维忠、陈封的劝说下放弃了这个念头，加固各地的城池，并派人回中国求救。黎利得知后大怒，断绝来往，并派黎国兴攻打刁鹞（今北宁省嘉林县）、市桥（武江县），郑可、黎犬攻打三江城（今白鹤县），黎察、黎受攻打昌江城（在谅江），陈榴、黎杯攻打丘温城，将这些城池相继攻破。随后黎利进兵进兵菩提津，派郑可、丁礼、黎极、李篆攻打东关城（今河内市）。
宣德元年（1426年）十二月，明军在安南大败的消息传至北京，明宣宗大惊，遂以安遠侯柳昇为征虏副将军，充总兵官，保定伯梁铭为左副总兵，都督崔聚为右参将，尚书李庆赞军务，從各省召集兵馬剿捕蠻寇，自广西攻坡垒关（今中越边境友谊关）；另派黔國公沐晟、興安伯徐亨为左副總兵、新寧伯谭忠为右副總兵，自云南攻打梨花关。

## 明軍數量
明軍部隊方面，共有十一萬五千二百人，其中包括：
- 南北二京諸衛、中都留守司、武昌護衛、湖廣、江西、福建、浙江、山東、河南、廣東、廣西、貴州都司、福建行都司及南直隸諸衛官軍，總七萬人 （宣德元年十二月）
- 武昌護衛官軍一千人 （宣德二年三月增調）
- 成都護衛一千二百人 （宣德二年三月增調）
- 南京原下西洋精銳官軍一萬人 （宣德二年三月增調）
- 中都留守司、湖廣、浙江、河南、山東、廣東、福建、江西、雲南、四川、都司並福建四川行都司官軍三萬三千人 （宣德二年三月增調）

## 战役
宣德二年（1427年）九月，黎利探知明軍援兵大舉來襲后，下令坚壁清野，将安南与明朝边境一带的居民全部迁移到别的地方去。接著黎利又向諸將說「賊（明軍）素輕我，謂我國人性怯，久畏賊威，聞大軍來，我當驚怖。况以強凌弱，以眾勝寡，乃事之常。賊不能論其彼已勝負之形，識其時運徃復之機。且救急之兵當，以疾速爲貴，賊必倂日兼行。兵法所謂『五百里而趋利者蹶上將』。今柳昇之來，途路遼遠，人必疲勞。吾以逸待勞，蔑不勝矣」，隨即派遣黎察、刘仁澍、黎冷、丁列、黎受带兵一万、战象五只设伏于支棱关（在今谅山省），又派阮理、黎文安带兵三万驰援。另一方面，派范文巧、郑可守卫梨花关，坚守不出战。
柳昇兵至坡垒关时，蓝山军守将陈榴主动撤退。随后，在明军的进兵中，陈榴相继放弃了数个关口，最后逃往支棱。黎利派人献降书，请求立陳暠为王以求罢兵和解。柳昇不予理会，不拆封并直接送交明廷。九月十八日，柳昇追击至支棱关。黎察派陈榴出战，佯败而逃。连日的战胜使柳昇颇为得意，认为战胜十分容易，决定轻骑追击。郎中史安、主事陈镛认为这是黎利的诡计。病重的李庆亦亲自起床相劝，但柳昇不听。
二十日，明军追击至倒马坡，柳昇率百余名骑兵先过桥，随后桥断裂，主力无法通过。蓝山军伏兵四起。柳昇及其所率的骑兵先锋的马蹄陷入了泥泞之中，柳升中毒鏢死，其餘兵馬被蓝山军全部杀死。明军因主将阵亡而大乱，被黎察、陈榴追击，斩首一万余级。阮理、黎文安的援军亦到，两路夹击，大破明军。二十五日，在馬鞍山隘斩杀病重的梁铭。二十八日，李庆兵败自杀，藍山軍繳獲馬疋、驢、牛、軍資噐械等不可勝數。
十月，黄福与崔聚率残兵向昌江城（在谅江）撤退，途中遇上黎察的追击，藍山軍驅象以助勢，明軍於是大亂奔散，但無人投降。崔聚逃至昌江城下时，发现城池已经被陈元扞夺取，只得在田间建立城寨自卫。十月十五日，黎利派陈元扞切断其粮道，又派范问、黎魁、阮炽率军以鐵突三千人、象四隻围攻，大破之。越南史料聲稱斩首五万人、俘虜三万人，俘虏黄福、崔聚，再繳獲戰噐、馬疋、金銀幣帛不可勝計。
同月，明軍另一路援兵已經抵達交址水尾縣，黎利派人一路阻擋，沐晟決定督造兵船再繼續前進。此時黎利釋放被俘的明軍指揮使一人将柳昇的印信送交沐晟军中，在清水河的沐晟得知后率军撤退。根據越南史料，沐晟在撤退期間受到郑可的追击被斩首一万余人，俘虜人馬各千餘；而明朝史料《明實錄》未有記載具體傷亡，但也承認「晟等不奮勵前進為交址聲援，乃引兵退回，遂為賊所乘殺傷，官軍拋棄鎧仗，賊勢愈橫...」。

## 战后
黎利戰後向东关城的明軍大肆陳列繳獲的征虜副将軍雙虎紐、两臺銀印、戰噐、旗皷、軍籍和俘虜等，明軍一開始還不相信兩路援軍已經戰敗，直到看見被俘虜的黃福、崔聚才震懾恐慌。黎利隨後释放黄福回东关城，並命令諸將大造木柵、攻城車等戰噐，圍困東關城。王通得知柳昇战败，决定賫書講和，並与黎利举行东关会誓，承认其对安南的统治地位，随后撤军回国。